# Bensylklorid
Bensylklorid är en kolförening med kemisk formel C6H5CH2Cl som bildas vid inverkan av klor på kokande toluen eller av klorväte och bensylalkohol.
Bensylklorid är en färglös olja, kokar vid 176 °C och används för framställning av bensaldehyd, bensoesyra med mera.